# Frostbite (motor gràfic)
Frostbite és el motor gràfic desenvolupat i empleat per EA Digital Illusions CE. Amb el pas dels anys, DICE ha anat evolucionant el motor des del Frostbite 1.0 fins al Frostbite 4 .

## Versions

### Frostbite 1.0
Va ser usat per primera vegada en el Spin-Off de la reconeguda saga de l'estudi "Battlefield" titulat Battlefield: Bad Company (2008). El motor presenta una gran capacitat de destrucció d'estructures (encara que no totalment destructibles). A més, el motor de so amplifica els sons de l'ambient segons la seva proximitat o intensitat (si el jugador es troba en un vehicle amb la ràdio encesa i dispara amb una metralladora muntada, el so de la metralladora se sentirà amb més intensitat que la mateixa ràdio). Això també aplica si el jugador es troba dins d'un edifici i aquest s'està sent demolit, el motor ajustarà el so d'ambient.

### Frostbite 1.5
Sota aquest motor es van desenvolupar:
- Battlefield 1943
- Battlefield: Bad Company 2
- Medal of Honor 2010 (únicament la manera Multijugador)
- Battlefield: Bad Company 2: Vietnam (A partir de 2010) Amb aquest motor el joc presenta una millor qualitat en la destrucció d'estructures, podent ara ser esfondrades íntegrament.

### Frostbite 2
Motor gràfic implementant en:
- Battlefield 3[1]
- Need for Speed: The Run[2]
- Medal of Honor: Warfighter[3]
- Army of Two: The Devil's Cartell
- Command &amp; Conquer: Generals 2

Aquest motor ressalta imatges a un nivell de resolució molt superior pel que fa a les versions anteriors, a més d'haver fet canvis generals amb les destruccions i animacions dels NPC.

### Frostbite 3
Motor gràfic implementat en :
- Battlefield 1
- Battlefield
- Need for Speed: Rivals
- Battlefield 4
- Star Wars: Battlefront
- Dragon Age: Inquisition
- Plants vs. Zombies: Garden Warfare 2
- Battlefield Hardline
- Star Wars: Battlefront II
- FIFA 17
- FIFA 18
- FIFA 19
- FIFA 20
- FIFA 21 en PlayStation 4, Xbox One, Nintendo Switch i Microsoft Windows.

El Frostbite 3 serà el motor de DICE per desenvolupar en les consoles de nova generació PlayStation 4 i Xbox One així com PC. Està confirmat per fonts oficials d'EA i DICE que no es correrà en el maquinari de Wii U.
Algunes de les seves principals característiques són: (Battlefield 4)
- S'aprofitarà el 80 % de la capacitat del Motor Gràfic (A diferència de Battlefield 3 que només usava un 30 %)
- Destrucció augmentada. Nou sistema "Destruction 4.0"
- Efectes climàtics amb dinàmica en temps real (Pluja, Neu, Tempestes de Sorra, Boira, entre uns altres) es podran apreciar inesperadament enmig de la partida.
- Una nova tecnologia de Teselado "Tessellation Technology" i novetats en el sistema de profunditat de camp "Depth Of Field" per a una impressió més cinemàtica durant el desenvolupament de la partida.

## Jocs desenvolupats sota Frostbite Engine
| Títol                                  | Any         | Versió de Motor | Desenvolupador(s)           | Plataforma(es)                                                      | Gènere(s)                            | DirectX 9.0c                                                                                                  | DirectX 10 | DirectX 11 |
| -------------------------------------- | ----------- | --------------- | --------------------------- | ------------------------------------------------------------------- | ------------------------------------ | --- | --- | --- |
| Battlefield: Bad Company               | 2008        | 1.0             | EA Digital Illusions CE     | PlayStation 3, Xbox 360                                             | First-person shooter                 | style="background:#ff9090; color:black; vertical-align: middle; text-align: center; " class="table-no" \| No  | style="background:#ff9090; color:black; vertical-align: middle; text-align: center; " class="table-no" \| No  | style="background:#ff9090; color:black; vertical-align: middle; text-align: center; " class="table-no" \| No  |
| Battlefield 1943                       | 2009        | 1.5             | EA Digital Illusions CE     | PlayStation 3, Xbox 360                                             | First-person shooter                 | style="background:#ff9090; color:black; vertical-align: middle; text-align: center; " class="table-no" \| No  | style="background:#ff9090; color:black; vertical-align: middle; text-align: center; " class="table-no" \| No  | style="background:#ff9090; color:black; vertical-align: middle; text-align: center; " class="table-no" \| No  |
| Battlefield: Bad Company 2             | 2010        | 1.5             | EA Digital Illusions CE     | Microsoft Windows, PlayStation 3, Xbox 360                          | First-person shooter                 | style="background: #90ff90; color: black; vertical-align: middle; text-align: center; " class="table-yes"\|Sí | style="background: #90ff90; color: black; vertical-align: middle; text-align: center; " class="table-yes"\|Sí | style="background: #90ff90; color: black; vertical-align: middle; text-align: center; " class="table-yes"\|Sí |
| Medal of Honor (multiplayer only)      | 2010        | 1.5             | EA Digital Illusions CE     | Microsoft Windows, PlayStation 3, Xbox 360                          | First-person shooter                 | style="background: #90ff90; color: black; vertical-align: middle; text-align: center; " class="table-yes"\|Sí | style="background: #90ff90; color: black; vertical-align: middle; text-align: center; " class="table-yes"\|Sí | style="background: #90ff90; color: black; vertical-align: middle; text-align: center; " class="table-yes"\|Sí |
| Battlefield: Bad Company 2: Vietnam    | 2010        | 1.5             | EA Digital Illusions CE     | Microsoft Windows, PlayStation 3, Xbox 360                          | First-person shooter                 | style="background: #90ff90; color: black; vertical-align: middle; text-align: center; " class="table-yes"\|Sí | style="background: #90ff90; color: black; vertical-align: middle; text-align: center; " class="table-yes"\|Sí | style="background: #90ff90; color: black; vertical-align: middle; text-align: center; " class="table-yes"\|Sí |
| Battlefield 3                          | 2011        | 2               | EA Digital Illusions CE     | Microsoft Windows, PlayStation 3, Xbox 360                          | First-person shooter                 | style="background:#ff9090; color:black; vertical-align: middle; text-align: center; " class="table-no" \| No  | style="background: #90ff90; color: black; vertical-align: middle; text-align: center; " class="table-yes"\|Sí | style="background: #90ff90; color: black; vertical-align: middle; text-align: center; " class="table-yes"\|Sí |
| Need for Speed: The Run                | 2011        | 2               | EA Black Box                | Microsoft Windows, PlayStation 3, Xbox 360                          | Racing                               | style="background:#ff9090; color:black; vertical-align: middle; text-align: center; " class="table-no" \| No  | style="background: #90ff90; color: black; vertical-align: middle; text-align: center; " class="table-yes"\|Sí | style="background: #90ff90; color: black; vertical-align: middle; text-align: center; " class="table-yes"\|Sí |
| Medal of Honor: Warfighter             | 2012        | 2               | Danger Close Games          | Microsoft Windows, PlayStation 3, Xbox 360                          | First-person shooter                 | style="background:#ff9090; color:black; vertical-align: middle; text-align: center; " class="table-no" \| No  | style="background: #90ff90; color: black; vertical-align: middle; text-align: center; " class="table-yes"\|Sí | style="background: #90ff90; color: black; vertical-align: middle; text-align: center; " class="table-yes"\|Sí |
| Army of Two: The Devil's Cartell       | 2013        | 2               | Visceral Games              | PlayStation 3, Xbox 360                                             | Third-person shooter                 | style="background:#ff9090; color:black; vertical-align: middle; text-align: center; " class="table-no" \| No  | style="background:#ff9090; color:black; vertical-align: middle; text-align: center; " class="table-no" \| No  | style="background:#ff9090; color:black; vertical-align: middle; text-align: center; " class="table-no" \| No  |
| Command & Conquer: Generals 2          | 2013        | 2               | Victory Games               | Microsoft Windows                                                   | Real-Time-Strategy (RTS)             | style="background:#ff9090; color:black; vertical-align: middle; text-align: center; " class="table-no" \| No  | style="background: #90ff90; color: black; vertical-align: middle; text-align: center; " class="table-yes"\|Sí | style="background: #90ff90; color: black; vertical-align: middle; text-align: center; " class="table-yes"\|Sí |
| Battlefield 4                          | 2013        | 3               | EA Digital Illusions CE     | Microsoft Windows, PlayStation 3, Xbox 360, PlayStation 4, Xbox One | First-person shooter                 | style="background:#ff9090; color:black; vertical-align: middle; text-align: center; " class="table-no" \| No  | ? | style="background: #90ff90; color: black; vertical-align: middle; text-align: center; " class="table-yes"\|Sí |
| Dragon Age: Inquisition                | 2014        | 3               | BioWare                     | TBA                                                                 | Role-playing                         | style="background:#ff9090; color:black; vertical-align: middle; text-align: center; " class="table-no" \| No  | ? | style="background: #90ff90; color: black; vertical-align: middle; text-align: center; " class="table-yes"\|Sí |
| Need for Speed: Rivals                 | 2013        | 3               | Ghost Games (EA Gothenburg) | Microsoft Windows, PlayStation 3, Xbox 360, PlayStation 4, Xbox One | Racing                               | style="background:#ff9090; color:black; vertical-align: middle; text-align: center; " class="table-no" \| No  | ? | style="background: #90ff90; color: black; vertical-align: middle; text-align: center; " class="table-yes"\|Sí |
| Mirror's Edge Catalyst                 | 2016        | 3               | EA Digital Illusions CE     | Microsoft Windows, PlayStation 4, Xbox One                          | First-person shooter                 | ? | ? | Sí |
| Star Wars: Battlefront                 | 2015        | 3               | EA Digital Illusions CE     | Microsoft Windows, PlayStation 4, Xbox One                          | First person shooter                 | No | No | style="background: #90ff90; color: black; vertical-align: middle; text-align: center; " class="table-yes"\|Sí |
| FIFA 17                                | 2016        | 3               | EA Sports                   | Microsoft Windows, PlayStation 4, Xbox One                          | Videojoc d'esports                   | style="background:#ff9090; color:black; vertical-align: middle; text-align: center; " class="table-no" \| No  | style="background:#ff9090; color:black; vertical-align: middle; text-align: center; " class="table-no" \| No  | style="background: #90ff90; color: black; vertical-align: middle; text-align: center; " class="table-yes"\|Sí |
| Battlefield 1                          | 2016        | 3               | EA Digital Illusions CE     | Microsoft Windows, PlayStation 4, Xbox One                          | Videojoc de trets en primera persona | (noruec) | (noruec) | Sí |
| Mass Effect: Andrómeda                 | 2017        | 3               | BioWare                     | Microsoft Windows, PlayStation 4, Xbox One                          | Role-playing                         | (noruec) | (noruec) | Sí |
| Star Wars Battlefront 2                | 2017        | 3               | EA Digital Illusions CE     | Microsoft Windows, PlayStation 4, Xbox One                          | Videojoc de trets en primera persona | ? | ? | ? |
| FIFA 18 i 19                           | 2017 i 2018 | 3               | EA Sports                   | PlayStation 4, Xbox One, Microsoft Windows                          | Videojoc d'esports                   | ? | ? | ? |
| Star Wars de Visceral Games[13]        | Cancel·lat  | 3               | Visceral Games              | Microsoft Windows, PlayStation 4, Xbox One                          | ?                                    | ? | ? | ? |
| Star Wars de Respawn Entertainment[13] | 2019        | 3               | Respawn Entertainment       | Microsoft Windows, PlayStation 4, Xbox One                          | ?                                    | ? | ? | ? |
| Battlefield                            | 2018        | 4               | EA Digital Illusions CE     | Microsoft Windows, Playstation 4, Xbox One                          | Videojoc de trets en primera persona | | | |